# Stirellus atropuncta
Stirellus atropuncta är en insektsart som beskrevs av David D. Gillette 1898. Stirellus atropuncta ingår i släktet Stirellus och familjen dvärgstritar. Inga underarter finns listade i Catalogue of Life.